# Spätertaubung
Spätertaubung bezeichnet den Verlust des Gehörs nach dem Erwerb der Sprache, also etwa nach dem 5. oder 6. Lebensjahr. Ein vorheriger Verlust wird Gehörlosigkeit genannt.
Ein Spätertaubter hat im Gegensatz zu gehörlosen Menschen bereits eine gewisse Kenntnis von Grammatik sowie einen umfangreichen Wortschatz.  Er hat die Lautsprache ganz normal über das Gehör erlernt. Je nach Alter der Ertaubung ist das Sprachbild bereits gut ausgereift, so zieht der Gehörverlust nicht automatisch den Sprachverlust nach sich. Die Betroffenen sollten jedoch nach Möglichkeit die Lautsprache so oft wie möglich nutzen, damit die Artikulationsfähigkeit sowie die Deutlichkeit der Aussprache erhalten bleibt. Spätertaubte werden plötzlich aus der Welt der Hörenden ausgeschlossen und fühlen sich meist auch nach Jahren immer noch nicht der Welt der Hörbehinderten zugehörig. Sie müssen die Kommunikationsmöglichkeiten der Hörbehinderten erlernen und verfügen über kein restliches Hörvermögen.